# Салчо Чомаков
Салчо Иванов Чомаков е български стопански и обществен деец и благодетел.

## Биография
Роден е през 1800 г. в Копривщица. Баща му е Стоян Чомаков, негов брат е политикът и лекар д-р Стоян Чомаков. Племенник е на Вълко и Стоян Чалъкови. Замогва се като бегликчия и през 1842 г. се установява в Пловдив. Получава ферман, с който може да търгува с Европа, Персия и Индия. Помага на брат си за откриване на аптеката му в Пловдив. В 1840-те години е представител на християните в местния меджлис и е един от настоятелите на марашкото училище в града и подпомага създаването на епархийското класно училище „Св. св. Кирил и Методий“. Дарява 5000 гроша за издръжката му. Участва активно в Църковно-националната борба. Избран е за епитроп на църквата в Кършияка. Настоятел е на Бачковския манастир и подпомага издаването на български книги.
Салчо Чомаков има двама сина и три дъщери, които се омъжват за брат на Михаил Гюмюшгердан, за Йоаким Груев и за син на Константин Мишайков.
Умира през 1863 г.